# Mount Stahlman
Mount Stahlman är ett berg i Antarktis. Det ligger i Västantarktis. Nya Zeeland gör anspråk på området. Toppen på Mount Stahlman är 1 371 meter över havet, eller 831 meter över den omgivande terrängen. Bredden vid basen är 4,0 km.
Terrängen runt Mount Stahlman är varierad. Trakten är obefolkad. Det finns inga samhällen i närheten.